# 17-та Бучацька бригада УГА
17 Бучацька бригада УГА — підрозділ Української Галицької армії, який почав створюватися після Чортківської офензиви влітку 1919 року.
Командантом бригади призначено майора Івана Грабовенського. Не була сформована повністю, штаб розформований після переходу УГА за річку Збруч у липні 1919 року.
За іншими даними — це 16-а бригада УГА, отаман Антін Виметаль призначений її командантом з початку формування.